# 尤利乌斯·普吕克
尤利乌斯·普吕克（德語：Julius Plücker，1801年6月16日—1868年5月22日），德国数学家和物理学家。他曾为解析几何作出过许多基礎贡献；同时它还是阴极射线研究的先驱者之一，该研究后来导致了电子的发现。此外，他还极大地拓展了对拉梅曲线的研究。